# Entrez
Entrez (Global Query Cross-Database Search System) permite acceder a la base de datos del National Center for Biotechnology Information (NCBI). NCBI es una parte de la National Library of Medicine (NLM), así como un departamento de National Institutes of Health (NIH) del Gobierno de los Estados Unidos.

## Bases de datos
Entrez busca en las siguientes bases de datos:
- PubMed: citas y resúmenes de la literatura biomédica, incluyendo Medline - artículos de revistas (principalmente médicas), a menudo incluyendo resúmenes. Se proporcionan enlaces a PubMed Central y a otros recursos de texto completo para los artículos de los años noventa.
- PubMed Central: artículos de revistas gratuitos y de texto completo
- Búsqueda en el sitio: Sitios web y FTP del NCBI
- Libros: libros en línea
- Herencia mendeliana en línea en el hombre (OMIM)
- Nucleótido: base de datos de secuencias (GenBank)
- Proteína: base de datos de secuencias
- Genoma: secuencias del genoma completo y mapeo
- Estructura: estructuras macromoleculares tridimensionales
- Taxonomía: organismos en el GenBank Taxonomía
- dbSNP: polimorfismo de un solo nucleótido
- Gen:[1] información centrada en el gen
- HomoloGene: grupos de homología eucariótica
- PubChem Compuesto: estructuras químicas únicas de pequeñas moléculas
- PubChem Substance: registros de sustancias químicas depositadas
- Proyecto del Genoma: información sobre el proyecto del genoma
- UniGene: grupos de secuencias de transcripción orientadas a los genes
- DCC: base de datos de dominios de proteínas conservadas
- PopSet: conjuntos de datos de estudios de población (epidemiología)
- Perfiles GEO: perfiles de expresión y abundancia molecular
- Conjuntos de datos GEO: conjuntos experimentales de datos GEO
- Archivo de lectura de secuencias: datos de secuencias de alto rendimiento
- Cromosomas del cáncer: bases de datos citogenéticos
- PubChem BioAssay: pruebas de bioactividad de sustancias químicas
- Sonda: reactivos específicos de secuencia
- Catálogo NLM: Datos bibliográficos de NLM para más de 1,2 millones de revistas, libros, audiovisuales, programas informáticos, recursos electrónicos y otros materiales residentes en LocatorPlus (actualizado todos los días de la semana)

## Acceso
Además de utilizar los formularios del motor de búsqueda para consultar los datos en Entrez, el NCBI proporciona las Utilidades de Programación de Entrez (eUtils) para un acceso más directo a los resultados de la consulta. Se accede a las eUtils mediante la publicación de URLs especialmente formadas en el servidor del NCBI, y analizando la respuesta XML. También existía una interfaz SOAP de eUtils que se terminó en julio de 2015.